# Borgward P 100

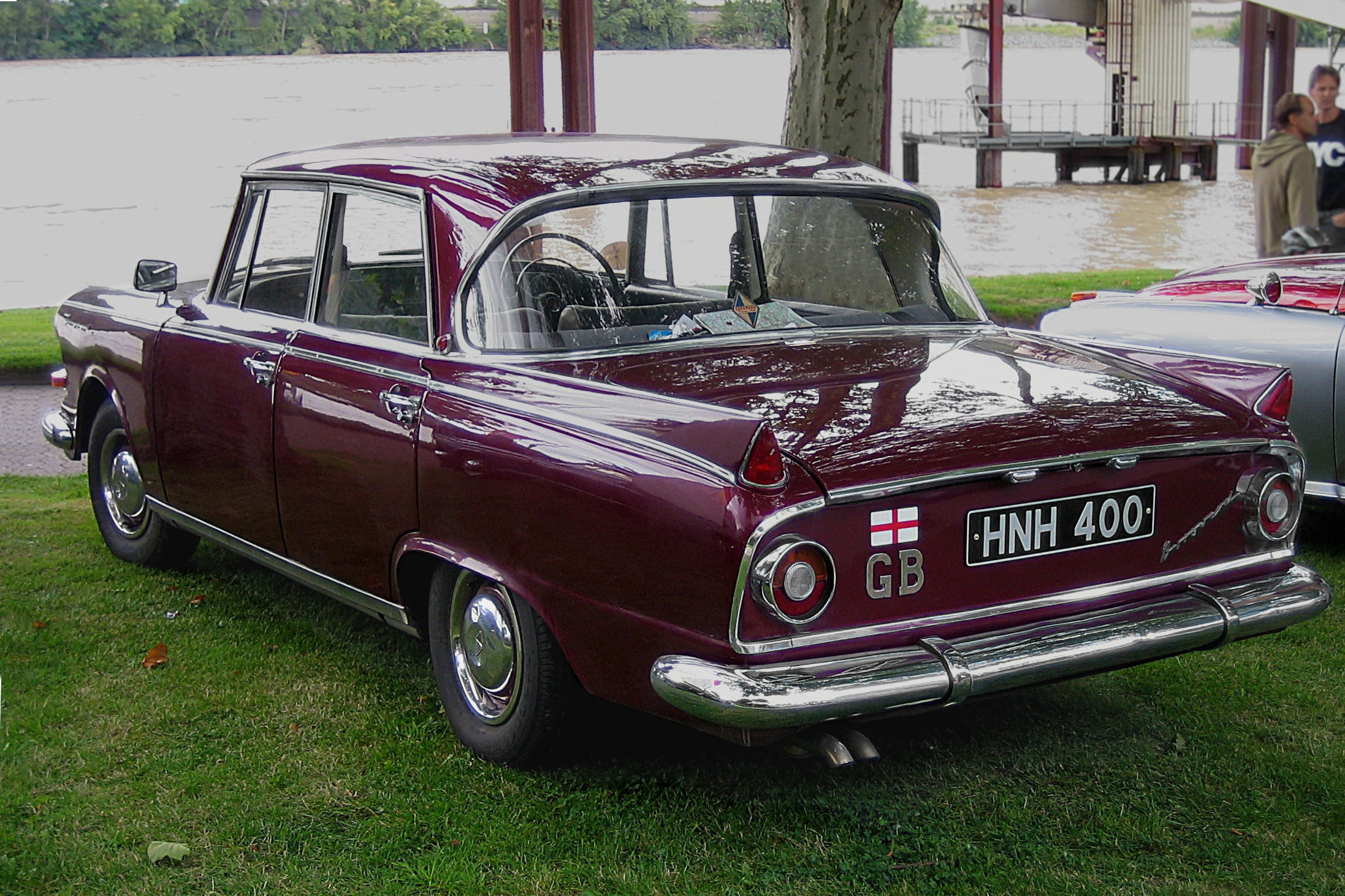
P 100 aus England beim Borgward-Treffen 2005 in Andernach

Borgward P 100 war die werksinterne Bezeichnung für einen Pkw der Carl F. W. Borgward G.m.b.H. in Bremen-Sebaldsbrück. Von 1959 bis 1962 wurden von dem offiziell als Großer Borgward bezeichneten Wagen 2591 Stück produziert (Zahl des Verbandes der Automobilindustrie: 2587). Ab Anfang 1960 wurde der P 100 als erstes deutsches Automobil mit einer Luftfederung angeboten. Ab 1961 verwendete auch Mercedes-Benz in seinem Spitzenmodell 300 SE aus der Baureihe W 112 ein derartiges System.

## Vorgänger
Das im September 1952 präsentierte und intern „Hansa Vierundzwanzighundert“ genannte Vormodell wurde mit einem von Borgward selbst entwickelten Automatikgetriebe angeboten, das sich als sehr störanfällig herausstellte.
Bis März 1953 gab es den Hansa 2400 nur mit einer für damalige Zeiten gewöhnungsbedürftigen Fließheck-Karosserie, die 1955 aus dem Programm fiel.
Ab 1955 hatte der nur noch mit Stufenheckkarosserie erhältliche und mit Automatikgetriebe 1615 kg schwere Wagen eine Bremsanlage mit Servounterstützung, welche die bis dahin unzureichende Bremswirkung verbesserte. Wegen der hinten angeschlagenen Vordertüren („Selbstmördertür“) war der Einstieg bei ausreichendem Platz zwar bequem, jedoch in Parklücken oder Garagen durch die weit nach vorn ragende untere Türecke nur schwer möglich. Von 1952 bis 1958 wurden lediglich 1399 Hansa 2400 aller Versionen produziert.

## Entwicklung und Technik des P 100
Der im September 1959 auf der IAA in Frankfurt präsentierte P 100 hatte vorn angeschlagene Vordertüren, eine 12-Volt-Anlage und konnte auf Wunsch mit einem „Hansamatic“-Automatikgetriebe der englischen Hobbs Transmission Ltd. geliefert werden, das wesentlich betriebssicherer war als das automatische Dreiganggetriebe des Hansa 2400. Der gegenüber dem Hansa 2400 II Pullman etwas kürzere P 100 hatte einen um 17 cm geringeren Radstand und einen kleineren Wendekreis von 11,4 Metern (Hansa 2400: 12 Meter). Wegen des um 300 kg geringeren Gewichtes war der Wagen mit dem gleichen Motor wie im letzten Hansa 2400 und bei gleicher Motorleistung (100 PS) sparsamer und mit 160 km/h Höchstgeschwindigkeit um 5 km/h schneller. Er beschleunigte in 16 Sekunden von null auf 100 km/h.
Als erstes deutsches Serienfahrzeug war der P 100 ab Januar 1960 wahlweise auch mit einer von Borgward selbst entwickelten Luftfederung erhältlich. An jedem Rad saß ein Luftfederbalg, der von einem Kompressor im Motorraum über einen Vorratsbehälter gefüllt wurde. Diese Luftbälge federten aber nicht nur das Fahrzeug, sondern wirkten darüber hinaus der Seitenneigung bei Kurvenfahrt oder dem vorderen „Eintauchen“ beim Bremsen entgegen, sodass der Fahrzeugaufbau immer in der Waagerechten blieb. Die entsprechenden Ventile wurden über ein Gestänge von den Radaufhängungen geöffnet oder geschlossen.
Die Bremsanlage des P 100 hatte einen Bremskraftverstärker ATE T 50/24, der unter dem rechten vorderen Kotflügel eingebaut war. Kühlrippen an den Bremstrommeln bewirkten eine gute Wärmeableitung.
Der zunächst nur 46 Liter fassende Tank wurde Anfang 1961 auf 60 Liter vergrößert, sodass bei einem Normverbrauch von 12 Liter auf 100 km der Wagen eine Reichweite von fast 500 Kilometern hatte.
Die Produktion lief nur langsam an: Zu den bis Ende 1959 hergestellten sechs P 100 kamen 35 Wagen im ersten Halbjahr 1960,  bis Ende 1960 waren es insgesamt 869 Fahrzeuge. Die Zahlen blieben nach den im Januar 1961 offenbar gewordenen Liquiditätsproblemen des Borgward-Konzerns weiter niedrig. Im gesamten Jahr 1961 wurden noch 1680 „Große Borgward“ bis zur Eröffnung des Anschlusskonkursverfahrens im September 1961 hergestellt. Unter der Regie des Konkursverwalters waren es 1962 noch 38 Fahrzeuge.
Die Produktionsanlagen des P 100 wurden 1963 an die Impulsora Mexicana Automotriz S.A. nach Mexiko verkauft, bei der das Projekt 1964 jedoch aus Kapitalmangel zusammenbrach.
1966 unternahm die neu gegründete Unternehmensgruppe Fabrica Nacional de Automoviles einen neuen Versuch und produzierte bis Mitte 1970 insgesamt 2267 Fahrzeuge, die dort unter der Bezeichnung „230“ (ohne Heckflossen und Panoramascheibe hinten) bzw. „230 GL Pullman“ (um 10 cm verlängerte Version mit Heckflossen und Panoramascheibe hinten) angeboten wurden. Alle Fahrzeuge dort wurden ohne Luftfederung gebaut. Geplant war wahrscheinlich auch noch eine Variante „230 RS“ mit 125 PS. Finanzielle Probleme beendeten aber auch diese Produktion.

## Technische Daten
| Kenngrößen                | Borgward P 100 (1959–1962)                                                                                    |
| ------------------------- | --- |
| Motor                     | 6-Zylinder-Viertakt-Reihenmotor, längs eingebaut                                                              |
| Hubraum                   | 2240 cm³ |
| Bohrung × Hub             | 75 × 84,5 mm                                                                                                  |
| Leistung                  | 73,6 kW (100 PS) bei 5000/min                                                                                 |
| Max. Drehmoment           | 158 Nm bei 2200/min                                                                                           |
| Verdichtung               | 8,7 : 1 |
| Ventilsteuerung           | seitliche Nockenwelle, angetrieben über ein Stirnradpaar, Stößel, Stoßstangen und Kipphebel, hängende Ventile |
| Gemischaufbereitung       | 1 Fallstrom-Registervergaser Typ Solex 32 PAJTA                                                               |
| Kühlung                   | Wasserkühlung mit Pumpe                                                                                       |
| Elektrische Anlage        | 12 V/240 W |
| Getriebe                  | Einscheibentrockenkupplung, vollsynchronisiertes 4-Gang-Getriebe, Lenkradschaltung; Hinterradantrieb          |
| Karosserie                | selbsttragende Ganzstahlkarosserie, viertürig                                                                 |
| Radaufhängung vorn        | Doppelquerlenker                                                                                              |
| Radaufhängung hinten      | Pendelachse mit Schubstreben                                                                                  |
| Federung                  | Schraubenfedern oder Luftfederung; Teleskopstoßdämpfer                                                        |
| Lenkung                   | ZF-Rollenlenkung                                                                                              |
| Bremsen                   | hydraulisch betätigte Trommelbremsen, Bremsbelagfläche 850 cm²                                                |
| Spurweite vorn/hinten:    | 1360/1370 mm                                                                                                  |
| Radstand                  | 2650 mm |
| Reifengröße               | 6.40–13″, ab Januar 1961: 7.00–13″                                                                            |
| Maße L × B × H            | 4715 × 1738 × 1420 mm                                                                                         |
| Leergewicht (ohne Fahrer) | 1275 kg |
| Zulässiges Gesamtgewicht  | 1650 kg |
| Höchstgeschwindigkeit     | 160 km/h |
| Verbrauch auf 100 km      | ca. 12 Liter (Super)                                                                                          |
| Tankinhalt                | 46 Liter, ab Januar 1961 Zusatztank mit 14 Liter                                                              |
| Preis                     | 12.350,00 DM (Aufpreis für automatisches Getriebe: 980,00 DM)                                                 |

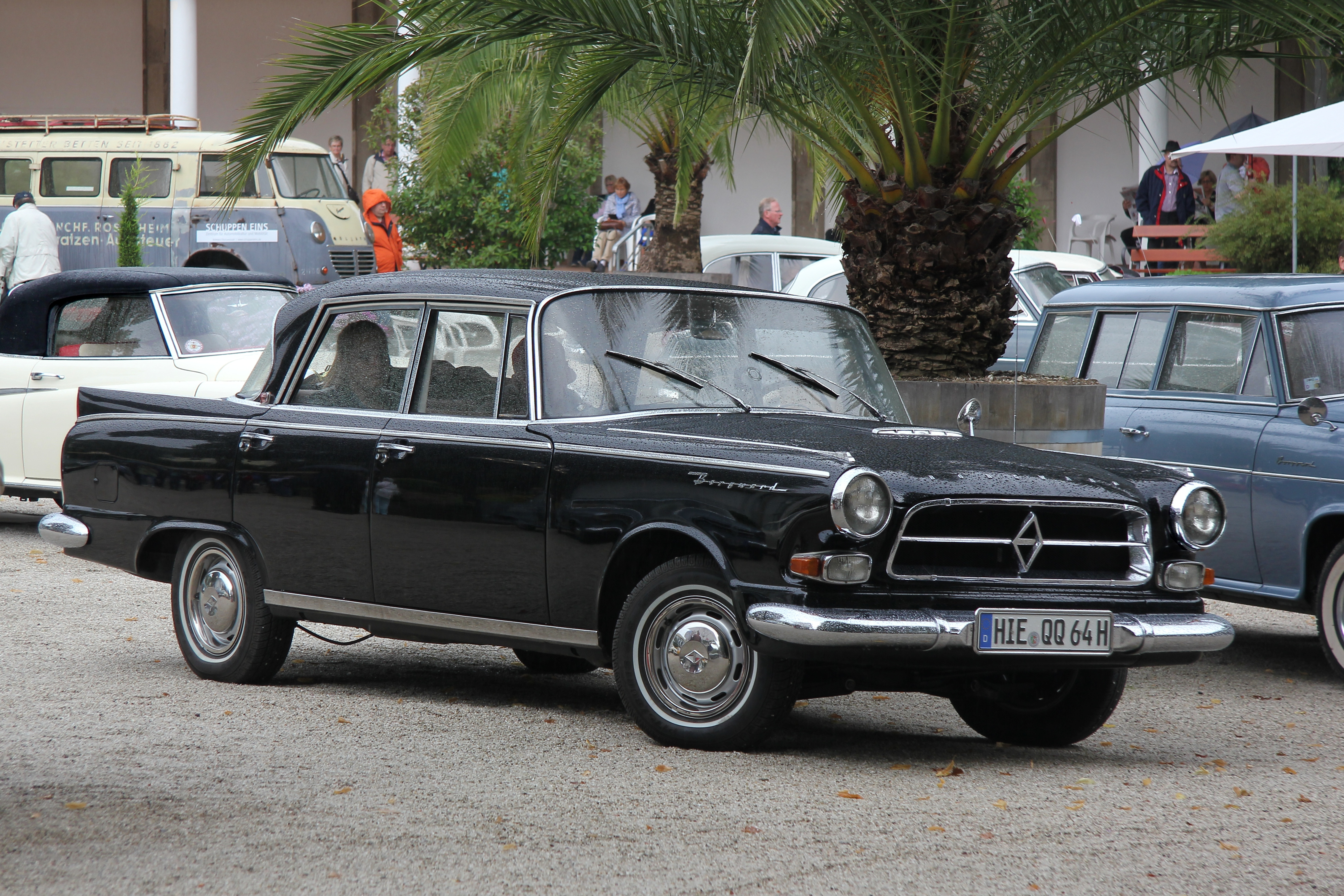
Großer Borgward beim Borgward-Treffen 2014 in Bad Neuenahr

Der Preis des Großer Borgward ohne Automatikgetriebe entspricht kaufkraftbereinigt in aktueller Währung 33.600 Euro.